# Örgön
Örgön (tiếng Mông Cổ: Өргөн) là một sum của tỉnh Dornogovi ở miền đông Mông Cổ. Vào năm 2009, dân số của sum là 1.816 người.

## Địa lý
Sum có diện tích khoảng 8.689,65 km2. Trung tâm sum, Senj, nằm cách tỉnh lỵ Sainshand 1 km và thủ đô Ulaanbaatar 504 km.

### Khí hậu
Örgön có khí hậu hoang mạc. Nhiệt độ trung bình hàng năm trong khu vực là 7 °C. Tháng ấm nhất là tháng 7, khi nhiệt độ trung bình là 29 °C và lạnh nhất là tháng 1, với −16 °C. Lượng mưa trung bình hàng năm là 196 mm. Tháng ẩm ướt nhất là tháng 6, với lượng mưa trung bình là 45 mm, và khô nhất là tháng 1, với 1 mm.

## Kinh tế
Sum có một trường học, bệnh viện và khu dịch vụ.